# Vrinneviskogen
Vrinneviskogen är ett naturreservat i Norrköpings kommun i Östergötlands län. Reservatet består av gammal tallskog och är ett tätortsnära strövområde i Norrköping.
Vrinneviskogen ligger mellan Hageby och Vrinnevisjukhuset. I reservatets norra del så finns Tjalvegården. Reservatet har flera motionsspår varav de flesta utgår från Tjalvegården. Två av motionsspåren utgår ifrån Vrinnevisjukhuset.
Vrinneviskogens naturreservat förvaltas av Norrköpings kommun.